# (31914) 2000 GL65
2000 GL65 (asteroide 31914) é um asteroide da cintura principal. Possui uma excentricidade de 0.16535130 e uma inclinação de 2.80636º.
Este asteroide foi descoberto no dia 5 de abril de 2000 por LINEAR em Socorro.